# Джавед, Газала
Газа́ла Джаве́д (1 января 1988, Мингора — 18 июня 2012, Пешавар) — пакистанская певица и танцовщица.

## Карьера
Газала Джавед начала карьеру танцовщицы в 2004 году. В 2008 году семья Газалы переехала в Пешавар из-за того, что в её городе начались бои между боевиками из движения Талибан и пакистанской армией. В этом городе Джавед начала петь на языке пушту. В последние годы она пела более мелодичные песни и стала известна среди населения провинции Хайбер-Пахтунхва.

## Личная жизнь и смерть
7 февраля 2010 года Газала вышла замуж за продавца недвижимости Джехангира Хана. Вскоре Джавед узнала, что у Хана есть ещё одна жена, после этого в их семье начались разногласия. 18 ноября 2010 года певица ушла от мужа в дом родителей, а 12 октября 2011 года подала на развод. 4 декабря 2011 года они были официально разведены.
Но и после официального развода Джехангир неоднократно просил Газалу вернуться к нему и даже угрожал ей. Джавед отказала бывшему мужу, что в итоге привело к её трагической гибели вместе с отцом.
18 июня 2012 года 24-летняя Газала была застрелена вместе со своим отцом проезжавшими мимо боевиками на мотоцикле, когда они выходили из салона красоты в Пешаваре. 
За убийство Газалы и ее отца был осужден и приговорен к смертной казни ее бывший муж, но затем он был оправдан на основании исламских правил в связи с тем, что родственники убитых его простили.